# Verdicenan Kadın
Verdicenan Kadın o Verdicenan Kadınefendi ( en turco otomano: ورد جنان قادين‎ ; " Decisión del corazón " o " Jurado del corazón "; c. 1825 – 9 de diciembre de 1889), nacida como Saliha Achba, fue la sexta y a la vez la quinta consorte de origen abjasio del sultán Abdulmejid I del Imperio Otomano.

## Primeros años de vida
Según el autor de memorias Harun Achba, Verdicenan Kadın nació el 18 de octubre de 1825 en Sukhum. Su nombre original era Saliha Achba. Ella era miembro de la familia principesca de Abjasia, Achba . Su padre fue el príncipe Kaytuk Giorgi Bey Achba (1793–1848), y su madre fue la princesa Yelizaveta Hanım (1795–1843). Tenía cuatro hermanos mayores, dos hermanos, el príncipe Ahmet Bey, y el príncipe Islam Musa Bey, y dos hermanas, la princesa Peremrüz Hanım y la princesa Embruvaz Hanım, y un hermano menor, el príncipe Mehmed Bey.El historiador turco Necdet Sakaoglu da el año estimado del nacimiento de Verdicenan en 1826; también cree que ella, como muchas muchachas del harén de Abdülmecit I, era circasiana o georgiana.
Ella fue traída a Estambul cuando era una niña pequeña, donde su padre la confió a ella y a sus hermanas al cuidado de Bezmiâlem Sultan, la madre del Sultán Abdulmejid I. Aquí su nombre fue cambiado a Verdicenan de acuerdo con la costumbre de la corte otomana.

## Casamiento
No se sabe con certeza cómo y cuándo Verdicenan entró en el harén. Makhinur Tuna escribe que Verdicenan y sus hermanas en la primera infancia fueron transferidas bajo el cuidado de Bezmialem Sultan por su propio padre. Harun Achba señala que el matrimonio con el sultán Abdulmejid I se celebró por motivos políticos con la presentación de los padres de Verdigenan y el consentimiento de la madre del sultán, Valide Bezmialem Sultan. Se casó con Abdulmejid en 1844 y se le dio el título de "Sexto Kadın ". El 9 de diciembre de 1844, dio a luz a su primera hija, Münire Sultan, en el Palacio de Topkapi . En 1845, fue elevada a "Quinto Kadın". El 16 de julio de 1848, dio a luz a Şehzade Ahmed Kemaleddin, en el Palacio Viejo de Çırağan. En 1851, fue elevada a "Cuarto Kadın", y en 1852, a "Tercer Kadın". Según Achba, la ceremonia oficial tuvo lugar el 17 de diciembre de 1840 en el palacio, ubicado en el sitio del moderno Palacio Chiragan. Tanto Achba como Sakaoglu y el historiador otomano Surey Mehmed Bey la llaman la tercera kadyn-efendi de Abdülmejid I; además, Sakaoglu y el historiador turco Chagatay Uluchay señalan que en el momento del nacimiento de su hija en 1844, Verdicenan tenía el título de sexto Kadinefendi. Verdicenan era conocida por su lujoso estilo de vida y sentido del estilo. Vestía únicamente ropa importada de Europa y lujosas joyas; nunca salía a menos que la acompañaran al menos diez damas de honor. Entre estos, estaba su sobrina Leyla Achba, también conocida como Gülefşan Hanim, quien se convirtió en una reconocida poeta y escritora, y Ayşe Zatimelek Hanım, quien se convertiría en la quinta consorte de uno de los hijos de Abdülmecid I, Şehzade Selim Süleyman .

## Viudez
Después de la muerte de Abdulmejid en 1861, se mudó al Palacio Feriye . Habiendo perdido a su única hija, Münire Sultan, en 1862, se le confió a Mediha Sultan, después de que su propia madre, Gülistü Kadın, muriera en 1861, a causa de la tuberculosis. La relación entre las dos era de madre e hija. Mantuvo a Mediha bajo estrecha vigilancia y siempre la ayudaba cuando tenía problemas. En 1879, jugó un papel importante en el matrimonio de Mediha con Samipashazade Necip Bey, intercediendo ante el sultán para permitir que Mediha se casara con el hombre que amaba en lugar de con uno elegido para ella.

## Muerte
Según Harun Achba, Verdicenan murió el 9 de noviembre de 1889, pero Sakaoglu, Sureya y Anthony Alderson indican que la fecha de su muerte fue el 9 de diciembre de 1889. Además, Saqaoglu, refiriéndose a la obra Sicill-i Osmani de Sureya, señala que Verdijenan falleció a la edad de 70 años. Murió en sus propios aposentos en el Palacio Feriye; era muy respetada en el harén y su muerte fue lamentada durante mucho tiempo. El cuerpo de Verdicenan Kadin fue enterrado en la Mezquita Nueva, y fue enterrado en el mausoleo de las damas imperiales.

## Descendencia
| Nombre                   | Nacimiento             | Muerte                 | notas |
| ------------------------ | ---------------------- | ---------------------- | --- |
| Münire Sultan            | 9 de diciembre de 1844 | 29 de junio de 1862    | se casó dos veces y tuvo descendencia, un hijo                                                                  |
| Sehzade Ahmed Kemaleddin | 16 de julio de 1848    | 25 de abril de 1905    | se casó una vez y tuvo descendencia, dos hijas                                                                  |
| Mediha Sultan            | 30 de julio de 1856    | 9 de noviembre de 1918 | hija de Gülistu Kadın, Verdicenan la adoptó después de la muerte de su madre. Se casó dos veces y tuvo un hijo. |

## En literatura
- Verdicenan es un personaje de la novela histórica de Hıfzı Topuz Abdülmecit: İmparatorluk Çökerken Sarayda 22 Yıl: Roman (2009).[17]